# Кинси, Эрика
Эрика Кинси (в девичестве — Виклунд) (швед. Erika Kinsey; род. 10 марта 1988 года, Нельден) — шведская легкоатлетка, специализирующаяся в прыжках в высоту. Участница летних Олимпийских игр 2016 года. Двукратная чемпионка Швеции (2019, 2020). Двукратная чемпионка Швеции в помещении (2009, 2018).

## Биография
Эрика Анна Кристина Виклунд родилась 10 марта 1988 года в Нельдене, Швеция.
Дебютировала на международной арене в 2005 году на чемпионате мира среди юношей в Марокко, где заняла 5 место. В 2007 году выиграла чемпионат Европы среди юниоров.
В 2009 году прекратила выступления в лёгкой атлетике и переехала в Норвегию к брату. В 2011 году вернулась в профессиональный спорт.
В 2014 году вышла замуж и стала выступать под фамилией супруга — Кинси. Окончила университет Центрального Миссури.
Участвовала в двух чемпионатах мира (2015, 2017) и двух чемпионатах мира в помещении (2016, 2018).
В 2016 году на своей дебютной Олимпиаде не прошла в финал, заняв в квалификации лишь 29 место.
Личный рекорд (1,97 м) установила в 2015 году в России на командном чемпионате Европы.

## Основные результаты
| Год  | Соревнования                    | Место проведения          | Место  | Результат |
| ---- | ------------------------------- | ------------------------- | ------ | --------- |
| 2005 | Чемпионат мира среди юношей     | Марракеш, Марокко         | 5      | 1,82 м    |
| 2006 | Чемпионат мира среди юниоров    | Пекин, Китай              | 8      | 1,80 м    |
| 2007 | Чемпионат Европы среди юниоров  | Хенгело, Нидерланды       | 1      | 1,82 м    |
| 2009 | Чемпионат Европы среди молодёжи | Каунас, Литва             | 8      | 1,83 м    |
| 2015 | Командный чемпионат Европы      | Чебоксары, Россия         | 4      | 1,97 м    |
| 2015 | Чемпионат мира                  | Пекин, Китай              | 18 (q) | 1,89 м    |
| 2016 | Чемпионат мира в помещении      | Портленд, США             | 8      | 1,93 м    |
| 2016 | Чемпионат Европы                | Амстердам, Нидерланды     | 22 (q) | 1,85 м    |
| 2016 | Олимпийские игры                | Рио-де-Жанейро, Бразилия  | 29 (q) | 1,85 м    |
| 2017 | Чемпионат мира                  | Лондон, Великобритания    | 21 (q) | 1,85 м    |
| 2018 | Чемпионат мира в помещении      | Бирмингем, Великобритания | 7      | 1,84 м    |
| 2018 | Чемпионат Европы                | Берлин, Германия          | 13     | 1,87 м    |
| 2019 | Чемпионат Европы в помещении    | Глазго, Великобритания    | 7      | 1,91 м    |
| 2019 | Чемпионат мира                  | Доха, Катар               | 18 (q) | 1,85 м    |